# Saint-Julien-le-Petit
Saint-Julien-le-Petit – miejscowość i gmina we Francji, w regionie Nowa Akwitania, w departamencie Haute-Vienne.
Według danych na rok 1990 gminę zamieszkiwało 289 osób, a gęstość zaludnienia wynosiła 10 osób/km² (wśród 747 gmin Limousin Saint-Julien-le-Petit plasuje się na 362. miejscu pod względem liczby ludności, natomiast pod względem powierzchni na miejscu 185.).

## Populacja

Populacja Saint-Julien-le-Petit w latach 1962–2008